# .30-06 Springfield
La munizione .30-06 Springfield (chiamata anche 7,62 × 63 mm) venne introdotta e standardizzata nell'esercito degli Stati Uniti nel 1906 (da qui "-06"), usata fino ai primi anni settanta. Sostituì i .30-03, 6 mm "Lee Navy" e il .30 US Army (.30-40 Krag). Il .30-06 rimase la cartuccia di punta degli Stati Uniti d'America per oltre cinquanta anni prima di essere sostituita dalla cartuccia da essa derivata 7,62 × 51 mm NATO (o .308 Winchester nella sua versione civile).

## Storia

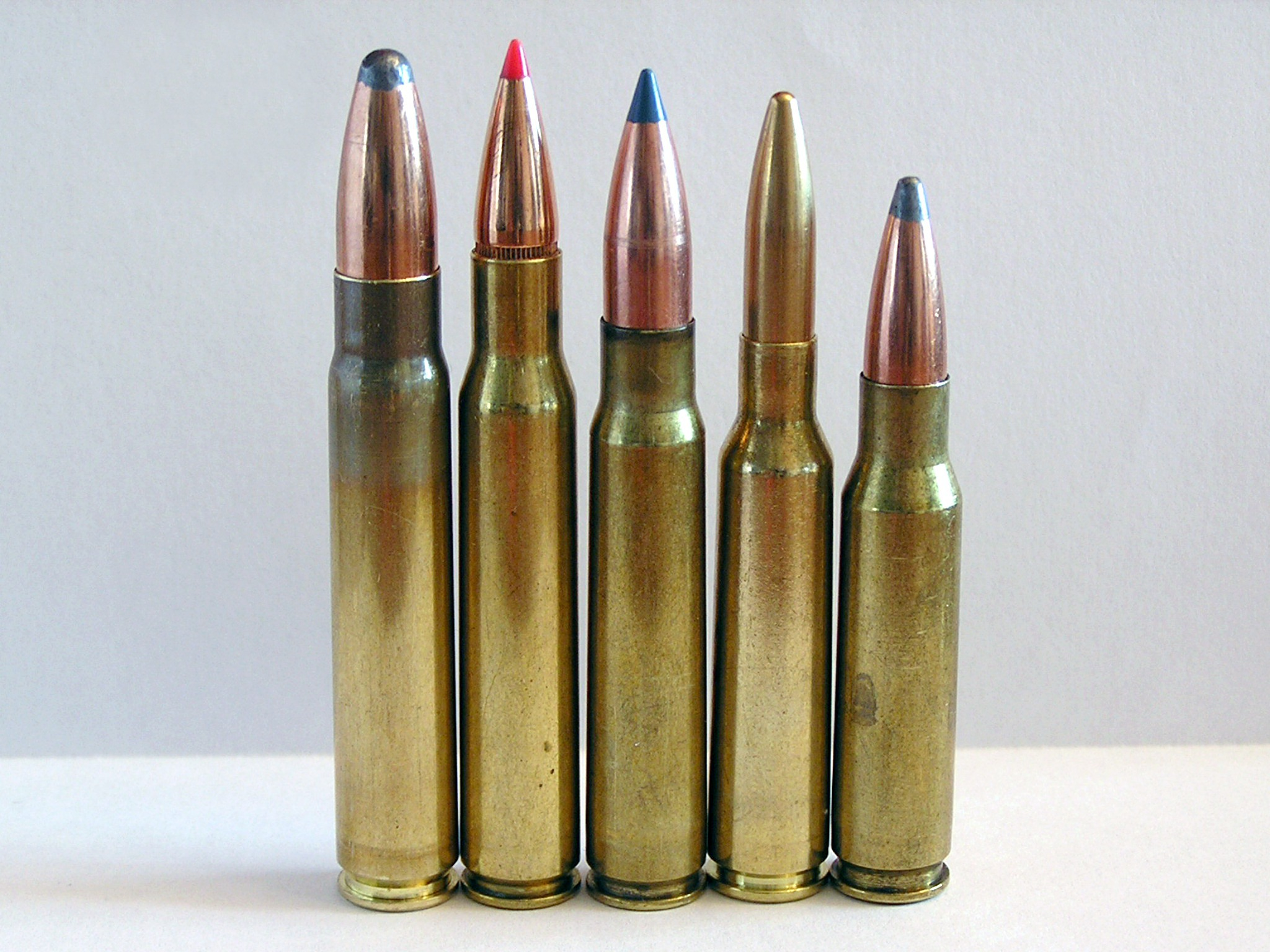
Da sinistra: 9,3 × 62 mm .30-06 Springfield, 7,92 × 57 mm Mauser, 6,5 × 55 mm, .308 Winchester

Agli inizi del '900 il resto del mondo stava convertendo la tipologia di munizione standard, abbandonando la palla ogivale in favore di quella "a punta": in Francia nel 1898, in Germania nel 1905, in Russia nel 1908 e nel Regno Unito nel 1914. Quando venne introdotta, la .30-03 era già superata per questa e altre ragioni. Fu sviluppato un nuovo bossolo con un colletto leggermente più corto per sparare a maggiore velocità, che con una palla da 150 grani (9,7 g) è di 820 m/s. Il fucile Springfield M1903, introdotto contemporaneamente alla nuova cartuccia chiamata M1906, fu subito modificato per poterla utilizzare: le modifiche consistevano nell'accorciare la canna all'otturatore e ricamerare il fucile, questo a causa dell'ogiva più corta della nuova munizione che in questo modo recuperava lo spazio necessario per raggiungere la rigatura. Altre modifiche includevano l'eliminazione di problemi noti come "rod bayonet" che caratterizzavano i primi modelli.
L'esperienza guadagnata nella prima guerra mondiale fece notare che le mitragliatrici delle altre nazioni superavano di molto quelle statunitensi nel raggio d'azione massimo; in più, prima del diffondersi dell'uso dei mortai leggeri e dell'artiglieria, le tattiche di fanteria dell'esercito statunitense ritenevano fondamentali gli sbarramenti di fuoco incrociato delle mitragliatrici a lungo raggio. Per queste ragioni nel 1926 l'Ordinance Corps sviluppò la Pallottola .30 M1 usando una palla da 174 grani (11.3 g) che viaggiava a una velocità di 800 m/s. Questo proiettile offriva un raggio d'azione massimo sensibilmente maggiore sia per le mitragliatrici sia per i fucili, in più venne adottata una camiciatura in rame che risolse i problemi delle prime cartucce.
La sovrapproduzione di questa nuova munizione in tempo di guerra ammontava a oltre due milioni; le regole dell'esercito imposero di usare per l'addestramento la cartuccia più vecchia, di conseguenza le .30-06 più vecchie furono usate tutte a questo scopo. Stock di M1 furono progressivamente utilizzati man mano che le più vecchie vennero usate; nel 1936 fu scoperto che la nuova M1 e il suo proiettile da 174 grani superava diversi limiti di sicurezza, e quindi fu subito emesso un ordine di produzione d'emergenza per produrre nuove cartucce con le caratteristiche balistiche delle prime .30-06. Così nacque una nuova cartuccia, che fondamentalmente era la gemella della vecchia M1906 ma con la nuova incamiciatura della palla (che inoltre era a base piatta e non più concava come sulla M1) che era ora da 152 grani e non più da 150; fu chiamata .30 M2 e caratterizzata da una velocità alla volata maggiore di tutte le precedenti munizioni calibro .30.

## Armi

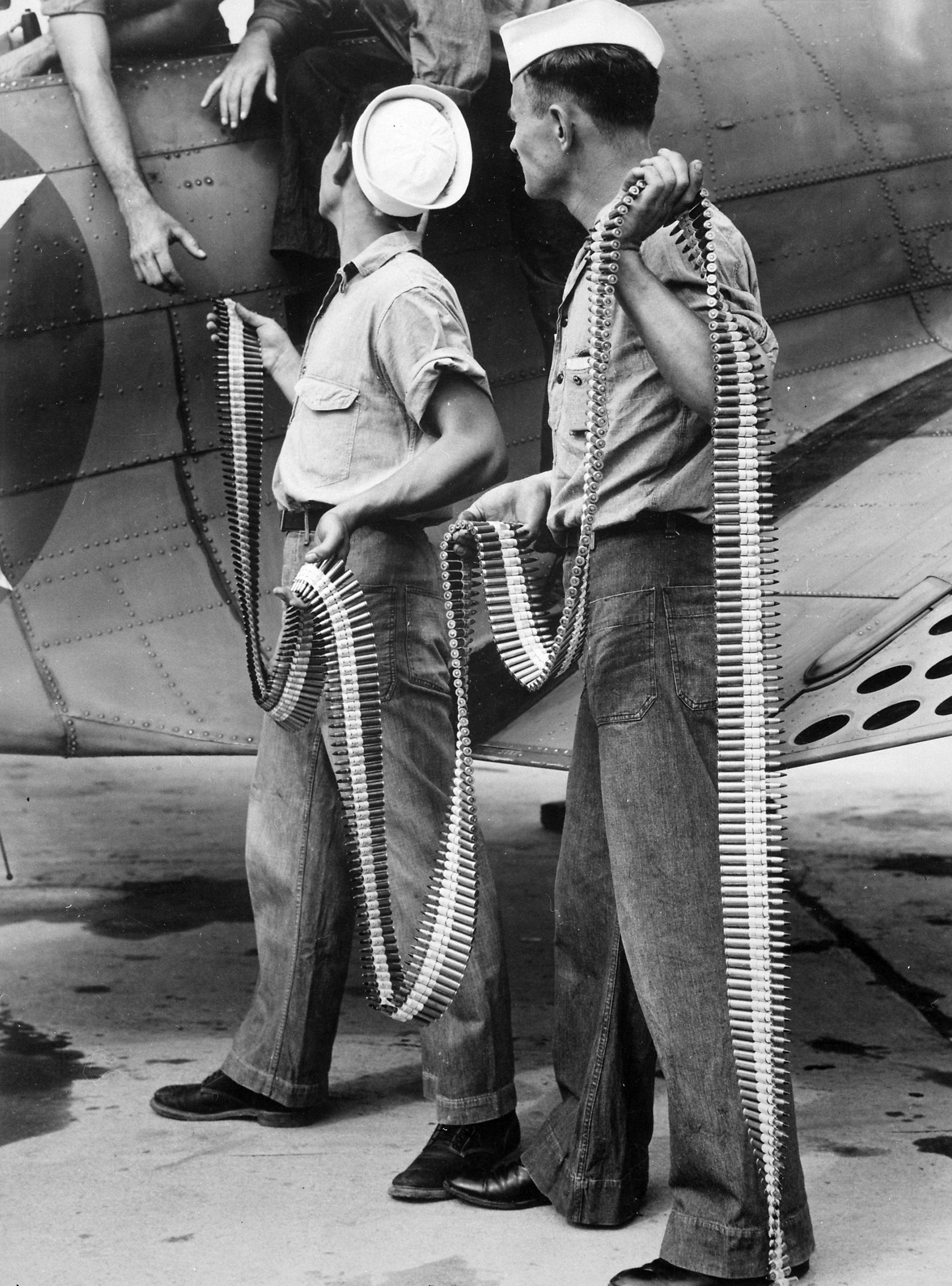
Caricamento di un nastro di .30-06 su un Douglas SBD Dauntless

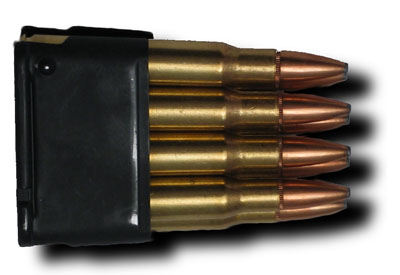
Un caricatore clip a otto colpi per M1 Garand

Venne usata dai fucili a otturatore girevole-scorrevole Springfield M1903 e M1917 Enfield, dal semiautomatico M1 Garand, dal fucile automatico BAR e da numerose mitragliatrici leggere, di squadra, medie o, nella prima guerra mondiale, pesanti quali Browning M1919 e simili. Fu impiegata dall'esercito statunitense in entrambe le guerre mondiali e nella guerra di Corea, e il suo ultimo uso in grandi quantità fu nella guerra del Vietnam. La grande quantità di cartucce in sovrapproduzione fecero da base per numerose versioni civili o personalizzate, poiché spesso utilizzate per essere ricaricate. La potenza della .30-06 unita alla grande quantità di armi camerate per essa hanno reso questa cartuccia molto popolare anche per la caccia al cervo, all'alce e ad altri grandi animali.

## Prestazioni
La .30-06 è una munizione molto potente, ideata per colpire bersagli fino a 400 m (tiro utile). Nel 1906 l'originaria cartuccia M1906 adottava una palla da 150 grani a base piatta; dopo la prima guerra mondiale l'esercito statunitense aveva bisogno di allungare il raggio d'azione dei loro fucili e mitragliatrici, e venne impiegata una palla da 173 grani a base concava, la .30-06 M1. Essa era molto più potente della più piccola 6.5 X 50mm Arisaka giapponese e anche della più grande 7,7 × 58 mm Arisaka; la nuova M1 diede anche prova di essere più precisa della M1906.
Nel 1938, la scolorita palla da 151 grani unita al bossolo della .30-06 divenne la nuova M2. In accordo con il manuale tecnico dell'esercito statunitense le specifihe della M2 richiedevano una velocità alla volata di 835 m/s misurata a 24 m dalla canna. L'M2 divenne la nuova munizione standard dell'esercito, fino alla sua sostituzione con la più corta, ma più efficace, 7,62 × 51 mm NATO dell'M14 (fucile) o dell'M60 (mitragliatrice). Per l'uso con i fucili l'M2 dimostrò di essere meno precisa dell'M1; per questo motivo il corpo dei Marines ritirò diversi stock di M1 per farle usare dai cecchini nella campagna delle isole Salomone nei primi anni di guerra. Nella ricerca di una maggiore precisione era pratica comune tra i cecchini l'utilizzo di M2 con palla AP (armor-piercing), una pratica che riemerse anche nella guerra di Corea. Altri cercarono molte M2 prodotte dalla Denver Ordnance, che si dimostrarono più precise di altre prodotte durante la guerra.
Molti fucili civili camerati in .30-06 sono famosi per la caccia; oggi le palle in commercio variano dai 110 ai 220 grani (da 7,1 g a 14,3) e in versioni decalibrate da 3,6 g con l'uso di sabot; le ricariche sono disponibili con pressioni e velocità aumentate o ridotte a seconda delle caratteristiche dell'arma utilizzata. La .30-06 resta la munizione più popolare e nella caccia molti raggiungono valori di 2800 ft-lbs di energia con l'utilizzo di palle JHP, che provocano elevati valori di shock idrostatico sui bersagli vivi.
La più recente 7,62 × 51 NATO offre prestazioni simili utilizzando però un bossolo più corto; la maggior capacità del bossolo della .30-06 permette però maggiore potenza e gittata nei casi in cui queste caratteristiche sono necessarie.

## Tipi
Nel corso degli anni vennero sviluppate diverse versioni di .30-06 (ogni tipologia con la sua sigla M19). Quelle più utilizzate furono le perforanti, traccianti e incendiarie.
Una cartuccia di questo tipo fu usata per assassinare Martin Luther King, sparata da un Remington 760.